# Hollies sing Dylan
Hollies sing Dylan is het achtste muziekalbum van The Hollies.

## Geschiedenis
Na hun Amerikaanse tournee in 1968 wilden The Hollies zich met een ander repertoire van blijvende aandacht in de Verenigde Staten verzekeren. De keuze voor een plaat met Dylancovers leek daarvoor geschikt. Maar de meningen waren verdeeld. Met name gitarist en zanger Graham Nash ontwikkelde steeds meer weerzin tegen het project. Hij had ook bezwaren tegen verschillende arrangementen.
De band begon weliswaar in de Abbey Road Studios met de opnamen, maar Nash' bijdragen bleven beperkt. Hij verliet de groep. Hij was aan het experimenteren met lsd en marihuana en ging daarmee volgens de andere leden een andere kant op. In wezen waren het The Hollies die de andere kant opgingen, ten opzichte van het vorige album Butterfly dat al psychedelische trekjes vertoonde, was het een teruggang naar vroegere 'simpeler' klinkende muziek. Door de breuk met Nash bleef een opname door The Hollies van diens nummer Marrakesh Express onvoltooid. Alleen het instrumentale deel werd opgenomen. Nash nam het liedje mee naar zijn nieuwe groep Crosby, Stills & Nash, die er een hit mee zou hebben. Het album Hollies sing Dylan werd voltooid met de nieuwe slaggitarist en zanger Terry Sylvester.
Hollieszanger Allan Clarke was achteraf ook niet tevreden met het album, evenmin als veel liefhebbers van The Hollies, die het album meestal links lieten liggen. Het album vond echter toch wel de weg naar fans, in dit geval die van Bob Dylan. De plaat haalde de derde plek in de Britse albumlijst, Hollies sing Hollies het volgende album om het vertrouwen terug te krijgen kreeg daarentegen geen notering. In de Verenigde Staten verscheen Hollies sing Dylan onder de titel Words and Music by Bob Dylan met dezelfde platenhoes en trackvolgorde.

## Musici
- Allan Clarke - zang, mondharmonica
- Tony Hicks - zang, eerste gitaar, banjo
- Terry Sylvester - zang, slaggitaar (eerste album met The Hollies)
- Bernard Calvert – basgitaar, piano, orgel
- Bobby Elliott - slagwerk, percussie
- Strijkarrangement in "Blowin' in the Wind" door Mike Vickers en zijn orkest. Andere strijkarrangementen door Lew Warburton en zijn orkest.

## Muziek
| Nr. | Titel                     | Duur |
| --- | ------------------------- | ---- |
| 1.  | When the ship comes in    | 2:40 |
| 2.  | I’ll be your baby tonight | 3:24 |
| 3.  | I want you                | 2:09 |
| 4.  | This wheel’s on fire      | 2:52 |
| 5.  | I shall be released       | 3:20 |
| 6.  | Blowin' in the wind       | 4:06 |

| Nr. | Titel                         | Duur |
| --- | ----------------------------- | ---- |
| 1.  | Quit your low down ways       | 2:40 |
| 2.  | Just like a woman             | 3:57 |
| 3.  | The times they are a-changin' | 3:15 |
| 4.  | All I really want to do       | 2:19 |
| 5.  | My back pages                 | 2:55 |
| 6.  | Mighty Quinn                  | 2:24 |

## Hitnotering

### Britse album top 50
| Hitnotering: 17-5-1969 t/m 5-7-1969 | Hitnotering: 17-5-1969 t/m 5-7-1969 | Hitnotering: 17-5-1969 t/m 5-7-1969 | Hitnotering: 17-5-1969 t/m 5-7-1969 | Hitnotering: 17-5-1969 t/m 5-7-1969 | Hitnotering: 17-5-1969 t/m 5-7-1969 | Hitnotering: 17-5-1969 t/m 5-7-1969 |
| Week:                               | 1                                   | 2                                   | 3                                   | 4                                   | 5                                   |                                     |
| ----------------------------------- | ----------------------------------- | ----------------------------------- | ----------------------------------- | ----------------------------------- | ----------------------------------- | ----------------------------------- |
| Positie:                            | 10                                  | 3                                   | 11                                  | 18                                  | 32                                  | uit                                 |